# Maciej Pietrzak
Maciej Aleksander Pietrzak (ur. 28 lipca 1954 w Poznaniu) – polski geograf fizyczny i ekolog krajobrazu, profesor nauk o ziemi, profesor Państwowej Wyższej Szkoły Zawodowej im. Jana Amosa Komeńskiego w Lesznie i jej rektor w kadencjach 2012–2016 i 2016–2020.

## Życiorys
Absolwent V Liceum Ogólnokształcącego w Poznaniu. W 1977 ukończył studia geograficzne na Uniwersytecie im. Adama Mickiewicza w Poznaniu. Doktoryzował się w 1986 na UAM na podstawie rozprawy pt. Typologia i analiza struktury terytorium młodoglacjalnego (studium teoretyczno-metodyczne transektu Jankowo-Woronczyn pod Poznaniem), której promotorem był prof. Tadeusz Bartkowski. Stopień naukowy doktora habilitowanego uzyskał w 1999 na Uniwersytecie Warszawskim w oparciu o pracę Syntezy krajobrazowe – założenia, problemy, zastosowania. Tytuł profesora nauk o Ziemi otrzymał 18 października 2012.
Od ukończenia studiów do 2016 związany był z Akademią Wychowania Fizycznego im. Eugeniusza Piaseckiego w Poznaniu, na której od 2000 zajmował stanowisko profesora nadzwyczajnego. W latach 2000–2012 kierował Zakładem Syntez Krajobrazowych na Wydziale Turystyki i Rekreacji AWF Poznań. Ponadto w latach 1989–1994 zatrudniony był jako specjalista Katedrze Ekologii Roślin i Ochrony Środowiska na Wydziale Biologii UAM. Prowadził również wykłady na Akademii Rolniczej w Poznaniu (1993–2002), na Akademii Sztuk Pięknych w Poznaniu (2005) i na Uniwersytecie Pedagogicznym im. Pawlo Tyczyny w Humaniu.
W 2000 został zatrudniony na stanowisku profesora nadzwyczajnego w PWSZ im. Jana Amosa Komeńskiego w Lesznie, w 2013 na uczelni tej objął stanowisko profesora zwyczajnego (po zmianie prawa profesora). W latach 2000–2008 był dyrektorem Instytutu Turystyki, a w latach 2008–2012 pełnił funkcję prorektora do spraw nauki i rozwoju leszczyńskiej uczelni. W kadencjach 2012–2016 i 2016–2020 był rektorem PWSZ im. J.A. Komeńskiego w Lesznie.
Specjalizuje się w ekologii krajobrazu, geografii turystycznej i geografii fizycznej. W latach 90. przebywał na stażu naukowym na Westfalskim Uniwersytecie Wilhelma w Münsterze. Odbył podróże w celach naukowych i turystycznych do ponad 30 państw. Wypromował dwóch doktorów nauk o Ziemi, był również promotorem ok. 250 prac magisterskich i licencjackich. Opublikował ok. 120 prac, m.in. Podstawy i zastosowania ekologii krajobrazu – teoria i metodologia (Leszno 2010).
Został członkiem Polskiej Asocjacji Ekologii Krajobrazu (w latach 2007–2013 był jej przewodniczącym) oraz International Association for Landscape Ecology (IALE).
Odznaczony został m.in. Srebrnym Krzyżem Zasługi (2004), Medalem Komisji Edukacji Narodowej (2007), Złotym Medalem za Długoletnią Służbę (2010) i Brązowym Medalem „za Zasługi dla Obronności Kraju” (2013).